# Mahamalar
Mahamalar è un comune dell'Azerbaigian situato nel distretto di Balakən. Conta una popolazione di 4 752 abitanti.